# Roberto Marina
Pour les articles homonymes, voir Marina.
Roberto Simón Marina (né le 28 août 1961 à Villanueva de la Serena, dans la province de Badajoz, en Estrémadure) est un footballeur international espagnol évoluant au poste de milieu de terrain.

## Biographie
Marina commence sa carrière professionnelle lors de la saison 1979-1980 avec l'Atlético de Madrid, jouant définitivement pour l'équipe première lors de la saison 1982-1983, marquant cinq buts en vingt-quatre matchs, le club terminant troisième du Championnat d'Espagne de football. Avec les Colchoneros, il remporte la Coupe d'Espagne de football en 1985. 
L'année 1985 marque aussi sa première et unique sélection en sélection espagnole, en jouant dix minutes en amical contre l'équipe de république d'Irlande de football, le 26 mai à Cork. Le match se solde par un score nul et vierge. 
Il est titulaire lors de la finale de la Coupe d'Europe des vainqueurs de coupe 1985-1986, où l'Atlético est défait par le Dynamo Kiev sur le score de 3-0. Après plus de 300 apparitions sous le maillot madrilène, Marina finit sa carrière au RCD Majorque ainsi qu'au CD Toledo, prenant sa retraite en 1995.

## Palmarès
Avec l'Atlético de Madrid
- Vainqueur de la Coupe d'Espagne de football en 1985[1].
- Vainqueur de la Supercoupe d'Espagne de football en 1984 et 1985[2].

- Finaliste de la Coupe d'Europe des vainqueurs de coupe de football 1985-1986 avec l'Atlético de Madrid[3].
- Finaliste de la Coupe d'Espagne de football en 1987 avec l'Atlético de Madrid[4].
- Finaliste de la Coupe de la Ligue d'Espagne de football en 1985[5].

- Trophées mineurs 
  - Trofeo Bahía de Cartagena (1980) avec l'Atlético Madrileño (réserve de l'Atlético de Madrid)[6]
  - Trofeo Ibérico (1981)[7]
  - Trofeo Villa de Madrid (1983, 1985, 1986 et 1989)[8]
  - Trofeo Ciudad de La Línea (1983)[9]
  - Trophée Teresa-Herrera (1985 et 1986)[10]

Avec le RCD Majorque
- Trophée mineur
  - Trofeo Ciutat de Palma (1991)[11] avec le RCD Majorque